# Gigi (film fra 1958)
Gigi er en amerikansk filmmusical fra 1958 instrueret af Vincente Minnelli. Filmen er baseret på romanen af samme navn skrevet af Colette.

## Handling
Handlingen fokuserer på en ung parisisk pige, der bliver oplært som kurtisane, og hendes forhold til en velhavende kultiverede mand, der opdager, at han er forelsket i hende og til sidst gifter sig med hende.